# San Lorenzo el Real (Toro)

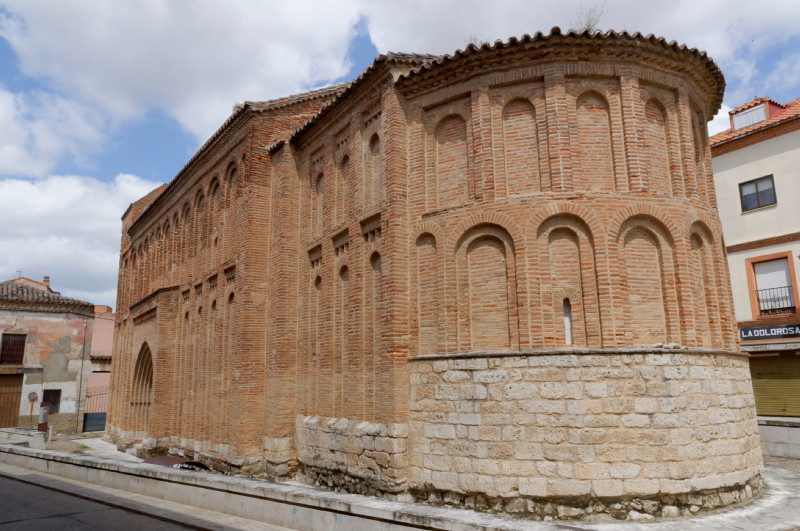
Iglesia de San Lorenzo el Real

Die Kirche San Lorenzo el Real in der Kleinstadt Toro in der Provinz Zamora (Kastilien und León) gehört zu den Schmuckstücken der mittelalterlichen Mudéjar-Sakralarchitektur der Stadt.

## Geschichte
Schriftliche Dokumente (Chroniken, Bauabrechnungen etc.) sind nicht erhalten, augenscheinlich entstand die Kirche aber im ausgehenden 12. Jahrhundert und wäre somit noch vor der benachbarten Kirche San Salvador de los Cabelleros die älteste Mudéjar-Kirche der Stadt. Im 16. Jahrhundert wurde die Nordseite der Kirche durch den Anbau einer Kapelle verändert.

## Architektur

### Steinmaterial
Die Kirche ist – wie es für den Mudélar-Stil üblich ist – fast ausschließlich aus Ziegelsteinen erbaut; nur die Fundamente, die erste Steinlage im Langhaus und die Grundmauer der Apsis bestehen aus Hausteinblöcken.

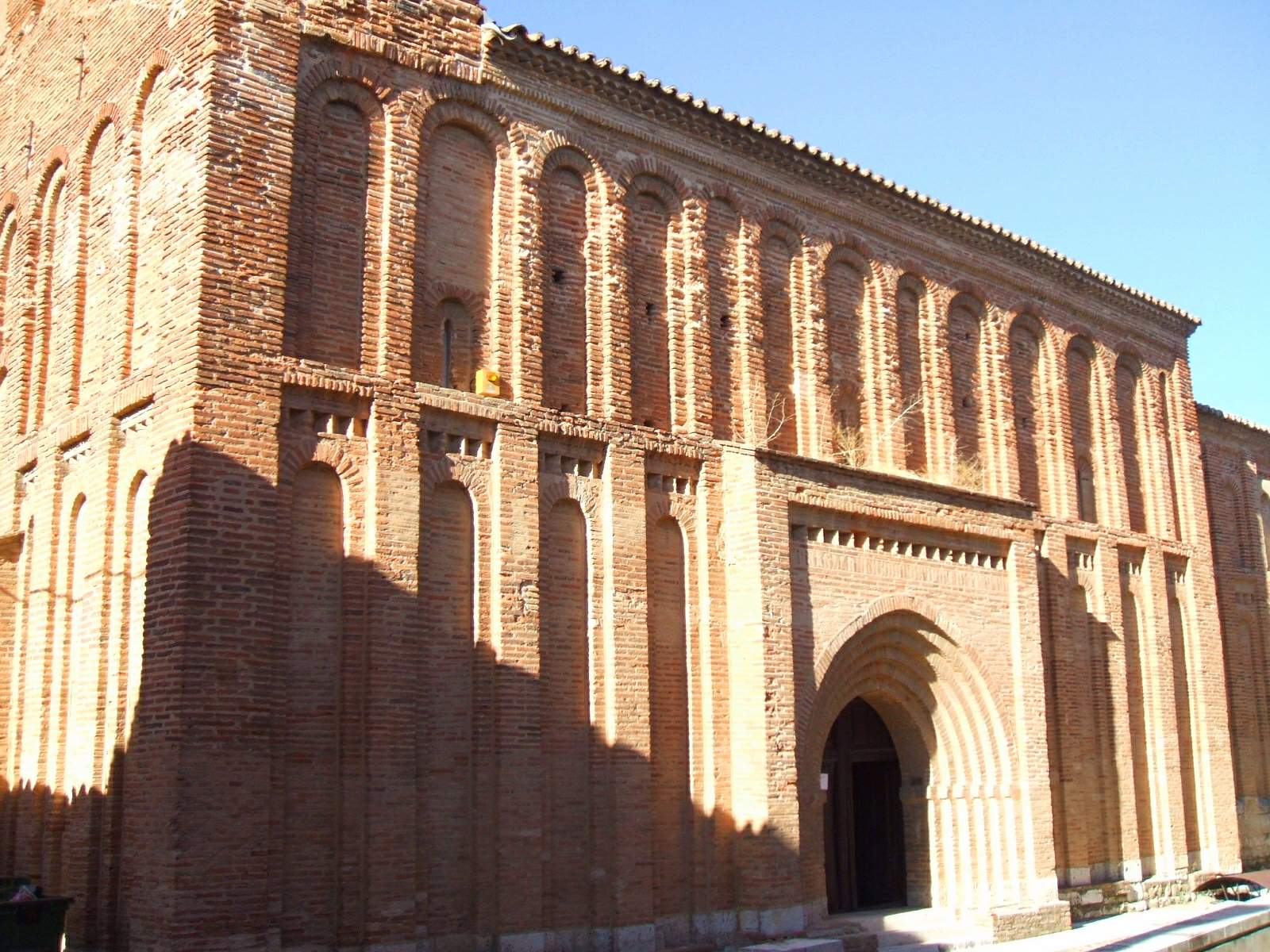
Südseite der Kirche

### Außenbau
Der gesamte querhauslose Außenbau der Kirche ist durch zweigeschossig angeordnete Blendbogenreihen dekorativ gestaltet; diejenigen an der Apsis sind gegeneinander versetzt angeordnet. Einige der Blendbögen verfügen über eine rechteckige Rahmung (alfiz), in welche manchmal oben ein Zahnschnittfries aus schräggestellten Steinen eingearbeitet ist. Die beiden Portale auf der Süd- und Westseite treten leicht aus dem Mauergefüge hervor; das Portal auf der Südseite verfügt über ein fünffach zurückgestuftes Gewände mit entsprechenden Archivoltenbögen, aber ohne eingestellte Säulen und Kapitelle. Ungewöhnlich ist die Tatsache, dass die Außenwandgliederung auch an der Westfassade fortgesetzt wird. Das Südportal, aber auch die angedeuteten Spitzen zahlreicher Blenden, zeigen die aufkommende Gotik an.

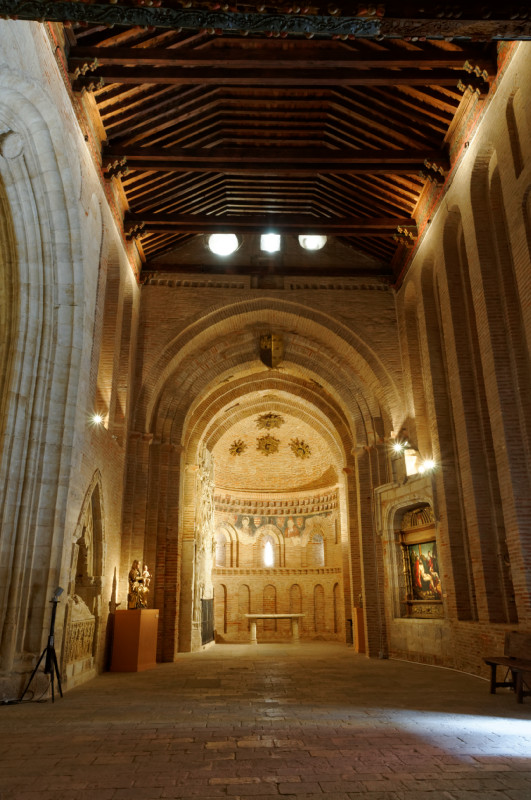
Innenraum

### Innenraum
Das Langhaus der Kirche ist einschiffig und von einer im 17. Jahrhundert erneuerten Artesonado-Decke, deren seitliche Schubkräfte durch paarweise angeordnete Zugbalken abgefangen werden, bedeckt. Auch hier findet sich eine Bogengliederung an der Südwand; die Nordseite ist hingegen durch den späteren Ein- bzw. Anbau zweier spätgotischer Grabmale und einer Kapelle verändert worden.
Die Apsis ist leicht nach innen eingezogen; über den beiden Bogenreihen des Erdgeschosses und der Fensterzone finden sich jeweils Zahnschnittfriese. Die Apsiskalotte ist ebenfalls aus Ziegelstein gemauert, die reich beschnitzten hölzernen Sterne sind eine spätere Zutat. Teile der Apsis waren ehemals verputzt – hier finden sich Reste von Fresken. Auch das Vorchorjoch ist gewölbt und mit hölzernen Sternen geschmückt.
Der Kapellenanbau auf der Nordseite ist von einem spätgotischen Rippengewölbe mit einem komplizierten Sternmotiv bedeckt.

## Ausstattung
- Zur Ausstattung gehören zwei spätgotische Grabmäler – das größere zeigt die Liegefiguren des königlichen Bastards Pedro von Kastilien († 1492) und seiner Gemahlin Beatriz de Fonseca y Ulloa († 1487). Es ist überreich mit Maßwerk, Fialen, Wappen und Schriftrollen geschmückt.
- Ein barockes Gemälde eines unbekannten Meisters zeigt die Szene der Kreuzabnahme Christi bzw. der sich zeitlich daran anschließenden Pietà.
- Der in der annähernd quadratischen nördlichen Seitenkapelle aufgestellte spätgotische Altarretabel befand sich ursprünglich in der halbrunden Apsis. Die Tafelbilder aus der Zeit um 1480 mit ihrem Reichtum an Figuren und Farben stammen von Fernando Gallego, einem wahrscheinlich in Salamanca geborenen Maler, der seine Ausbildung jedoch wahrscheinlich in Flandern erhielt. In der unteren Ebene zeigen sie die Verkündigung an Maria sowie Szenen aus dem Leben Christi (Geburt im Stall von Betlehem, Anbetung der Könige und Darbringung im Tempel).

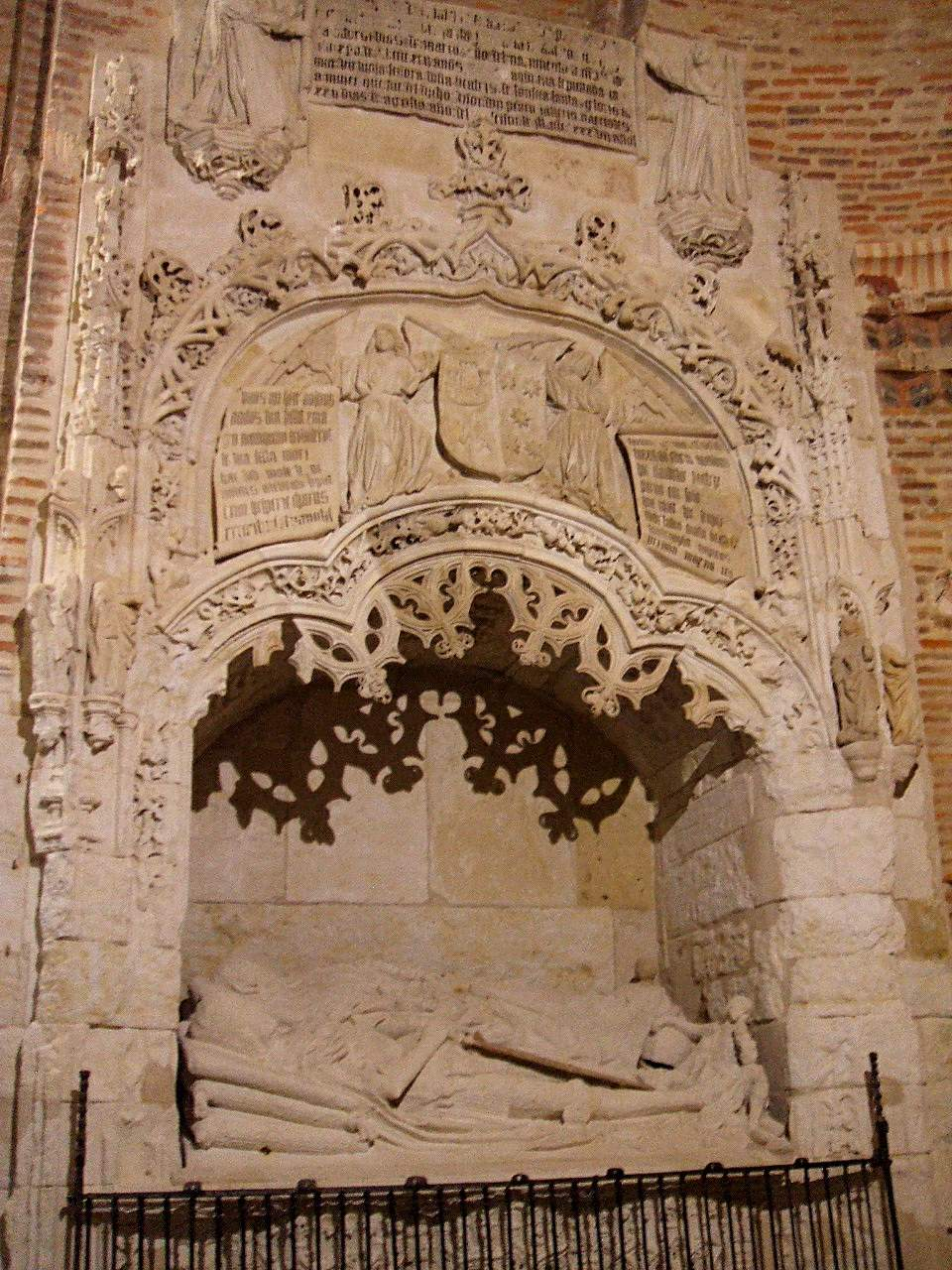
Grabmal von Pedro de Castilla und Beatriz de Fonseca
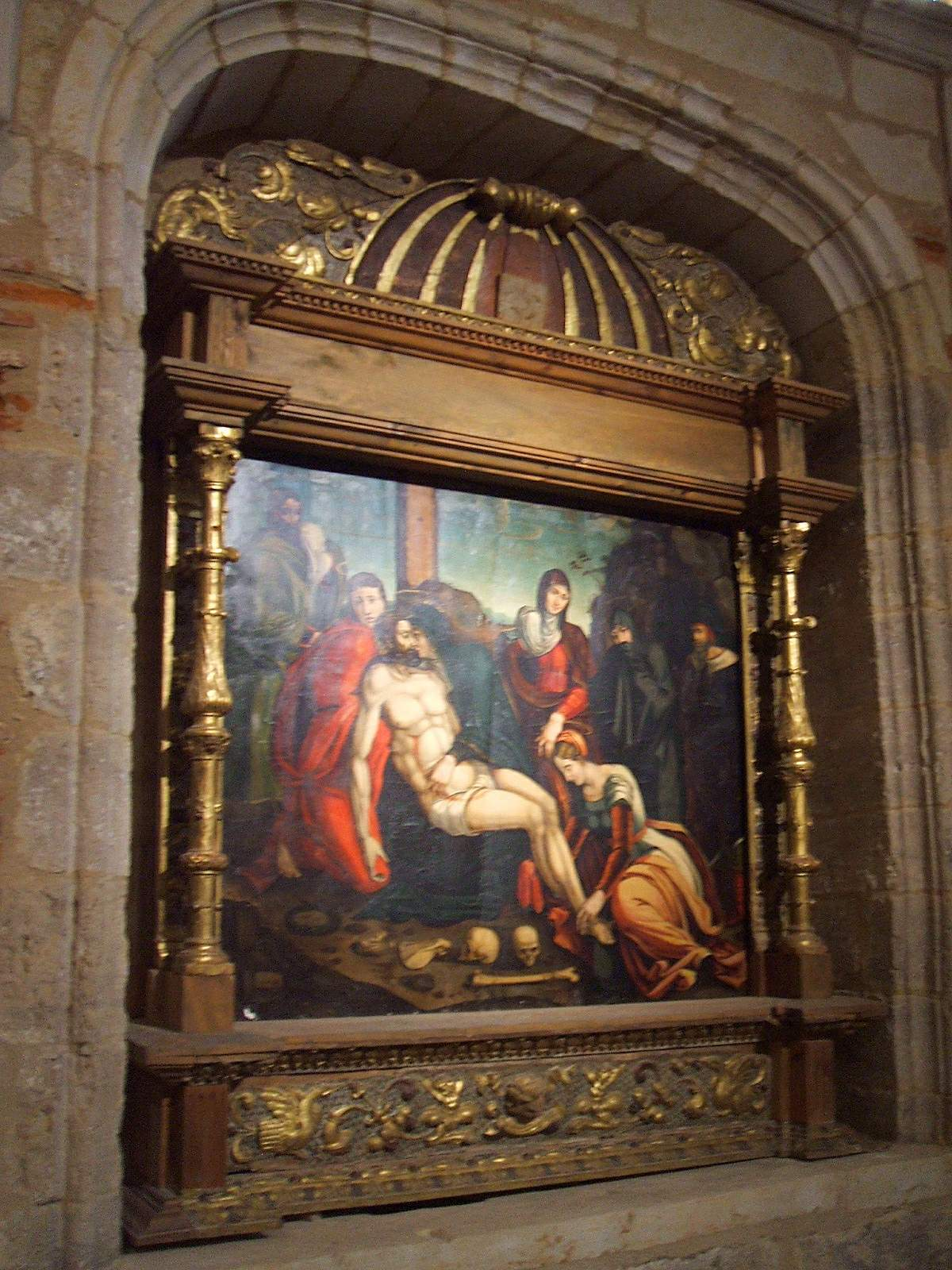
Kreuzabnahme und Pietà
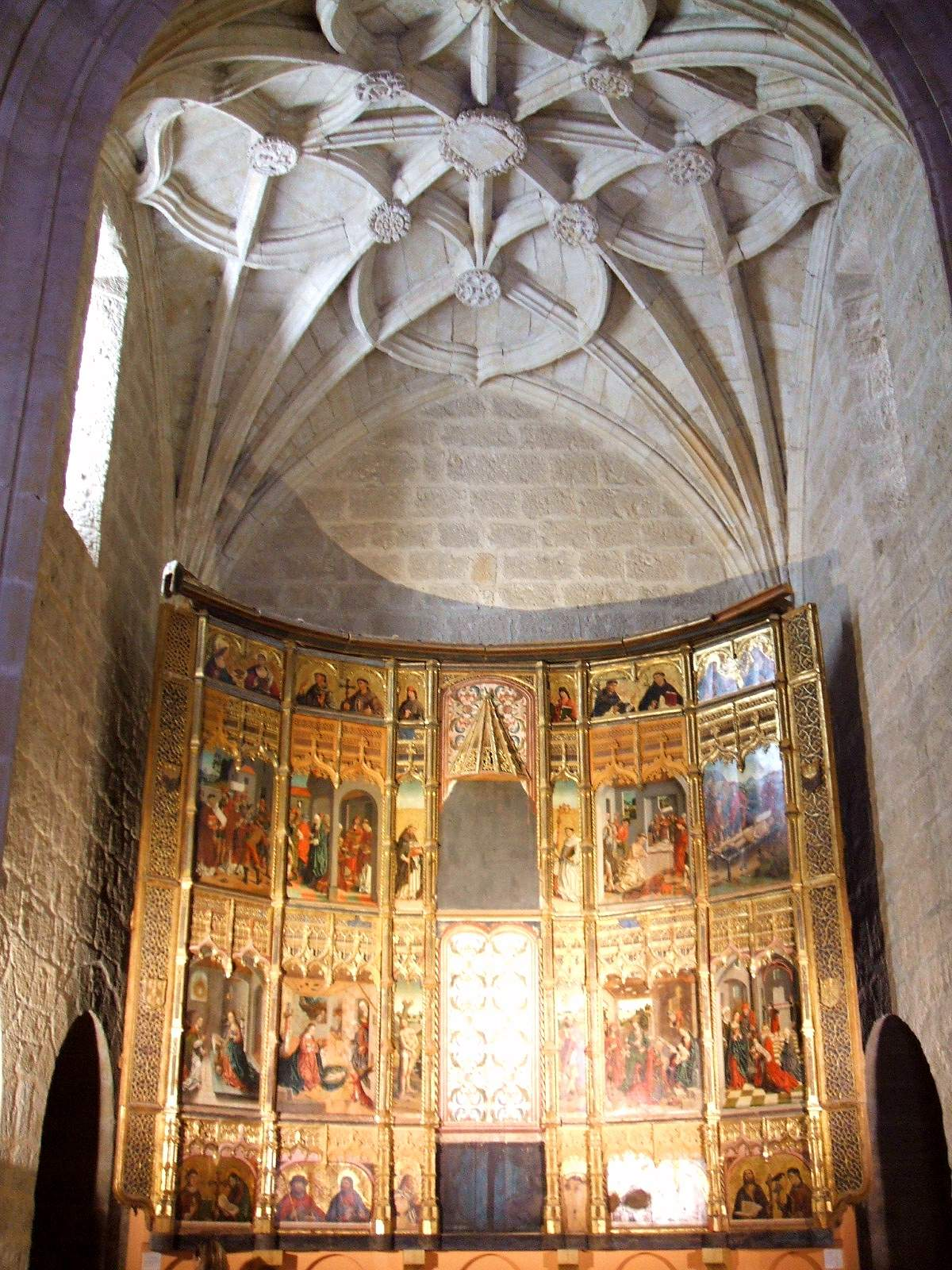
Seitenkapelle mit Altarretabel
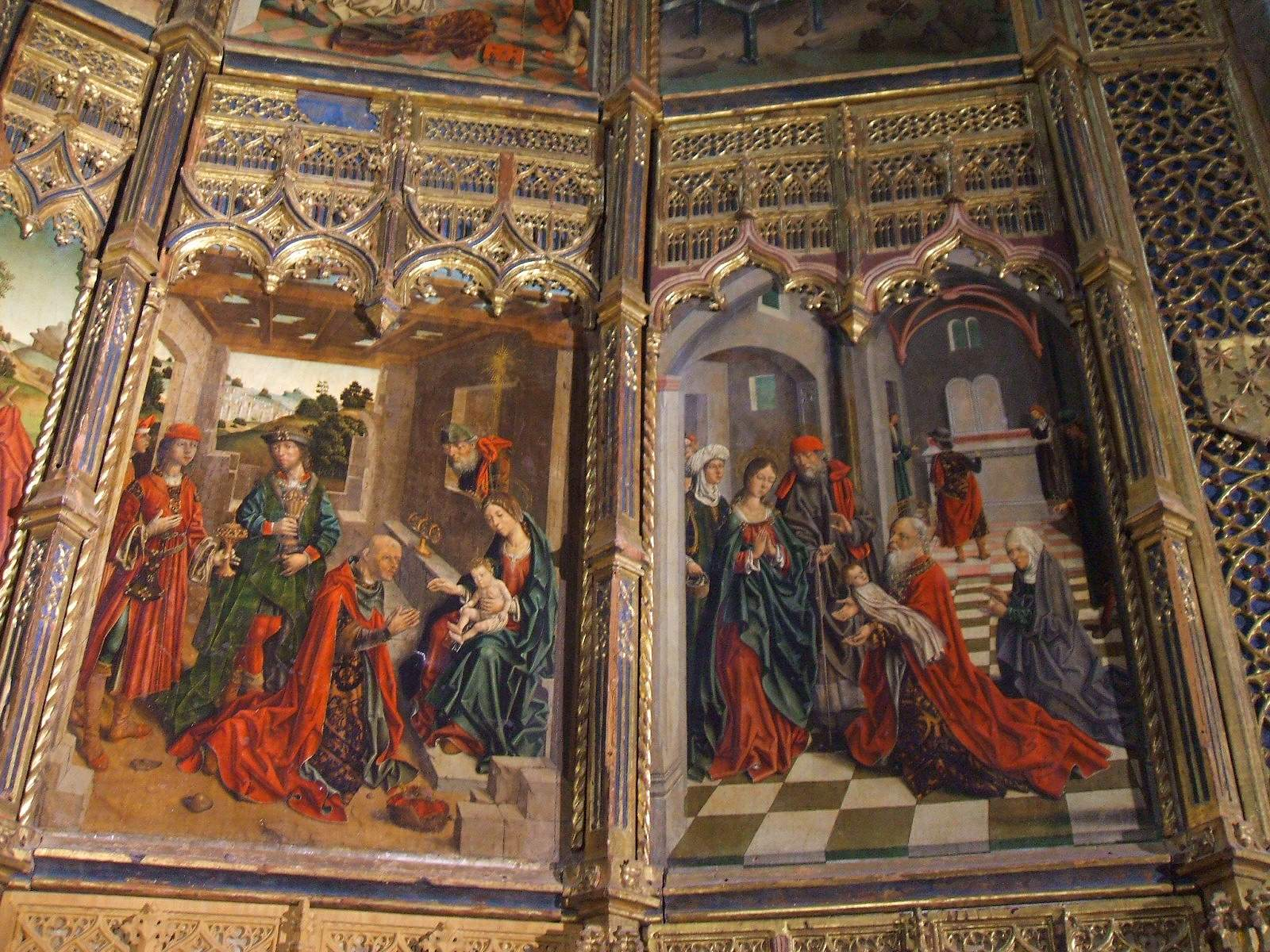
Retabel (Detail) mit Anbetung der Könige und Darbringung im Tempel